# Torta co' bischeri
La torta co' bischeri est un dessert typique de Pontasserchio, une frazione de la commune de San Giuliano Terme et de Vecchiano dans la province de Pise en Toscane (Italie),.

## Description
La torta co' bischeri est un gâteau de pâte brisée fourré d'un mélange de riz et de chocolat (appelé aussi buzzo en patois). Il ne faut pas la confondre avec la torta co' becchi (prononcé torta co' bbekki) de Lucques et encore moins avec les torte verdi salate (tartes vertes salées) des Alpes apuanes du sud appelées torte di pane, torte co' pizzi (prononcé torte co' ppizzi) ou torte di pepe.

## Préparation
Le gâteau est réalisé en recouvrant entièrement la surface d'un moule circulaire d'une couche de pâte brisée afin qu'elle déborde abondamment. Le tout est ensuite garni d'une pâte à base de riz, d'œufs, de chocolat, de pignons de pin, de fruits confits et aromatisée à la noix de muscade et à la liqueur (rhum, Strega ou autre). La pâte qui déborde du moule est repliée sur le bord de la pâte en rabats à la forme typique de becs appelés bischeri. Selon les goûts on peut aussi le trouver saupoudré de sucre.

## Étymologie
Les bischeri, dont le gâteau tire son nom, sont les plis de pâte brisée réalisés sur le bord extérieur du gâteau. Le terme, aux significations très différentes en Toscane, a ici une valeur phallique. Le terme est également utilisé pour désigner une personne au comportement ridiculement inepte. Il dérive, semble-t-il, de l’ancienne famille florentine des Bischeri qui, pour ne pas avoir voulu concéder leur terrain à l’Œuvre de la cathédrale, furent expropriés sans en tirer quoi que ce soit. Une autre signification, aussi dans ce cas lié à la similitude avec l’organe masculin, fait allusion aux bois qui servent à modifier la tension des cordes des instruments à cordes.
Les mêmes plis de pâte brisée sont appelés à Lucques becchi. Seule la présence de ces becs est un élément commun entre la torta co' bischeri pisane et les galettes de la région de Lucques qui sont très différentes.

## Traditions
La torta co' bischeri est préparée à Pise spécialement pour la fête de l'Ascension, mais c'est le dessert typique de l'Agrifiera di Pontasserchio aux alentours du 28 avril, la fête du Santissimo Crocefisso del Miracolo, un événement enrobé de légende qui, basé sur des chroniques paroissiales, remonte au début des années 1500. On peut également la trouver à l'occasion de la foire de printemps dans la commune de Vecchiano quelques semaines avant l'Agrifera di Pontasserchio.
La torta co' bischeri de Pontasserchio a été créée dans le Valdiserchio pour accueillir les centaines de pèlerins qui venaient chaque année à Pontasserchio pour la fête du Santissimo Crocefisso del Miracolo, une image des années 1200 située à l'intérieur de l'église de San Michele Arcangelo. De là, elle s'est propagée aux alentours, à Pise et à la province au nord du fleuve Arno. Diverses pâtisseries et boulangeries de la zone d'origine protègent également l'intégrité de la recette grâce à un label de qualité délivré par les municipalités de San Giuliano Terme et Vecchiano en collaboration avec la Chambre de commerce de Pise.
Depuis avril 2007, la torta co' bischeri  a une marque déposée et sa propre spécification. La marque appartient aux municipalités de San Giuliano Terme et Vecchiano.

## Honneurs
En 2008, la torta co' bischeri a été présenté au Salon du goût Slow Food de Turin et a reçu d'excellents éloges de la part des visiteurs et des experts du secteur des pignons de pin.
La municipalité de San Giuliano Terme, à l'occasion du centenaire de l'événement Agrifiera di Pontasserchio en 2009, a réalisé un documentaire sur l'histoire et l'actualité de ce pinolato sucré typique du Valdiserchio.